# N'Famara Keïta
N'Famara Keïta, né en 1924 à Molota et mort en 1984, est un économiste et homme politique guinéen.
Il a siégé au conseil du bureau politique de la première république de Guinée en tant que ministre du commerce à partir de 1963.

## Biographie
Keïta est né en 1924 à Molota dans la région de Kindia, a effectué des études secondaires à Dakar et a été nommé greffier en 1947 à Macenta. Il a été choisi par le président Ahmed Sékou Touré comme militant syndical et est devenu membre du parti démocratique guinéen. En 1956, il est élu maire de Kindia.  Lorsque la Guinée obtient son indépendance de la France, le 10 novembre 1958, il est nommé secrétaire d'État à la présidence. 
En avril 1960, en tant que ministre des coopératives, il dévoile un plan de développement de l'industrie et de l'agriculture qui accroît considérablement la propriété collective des moyens de production, une mesure accueillie avec enthousiasme par les militants du parti et approuvée de manière inattendue par le président.  En 1962, il se rend à Moscou, où il signe un accord commercial. Le 1er janvier 1963, il fut nommé ministre du commerce, le 1er février 1964, il fut nommé vice-président et le 8 novembre 1964, il devint ministre de Macenta. Le 19 janvier 1968, il est nommé membre du bureau politique et ministre du commerce, des transports, des postes et télécommunications.  Dans ce rôle, en février 1969, il se rend en Chine où il rencontre Mao Zedong à Pékin. Dans le cabinet de 1972, il devient ministre des affaires sociales. En mai 1972, il faisait partie des membres du bureau politique national qui ont accueilli Fidel Castro de Cuba lors de sa visite en Guinée. Lors d'une dernière réorganisation ministérielle le 1er juin 1979, il fut nommé ministre de l'énergie et du Konkouré.

## Mort
Après la mort de Sékou Touré, les militaires ont pris le pouvoir et arrêté N'Famara Keïta et d'autres membres de l'ancien gouvernement. Il a ensuite été exécuté. 